# Montourtier
Montourtier is een plaats en voormalige gemeente in het Franse departement Mayenne in de regio Pays de la Loire en telt 304 inwoners (1999). De plaats maakt deel uit van het arrondissement Laval.

## Geschiedenis
Montourtier maakt sinds 22 maart 2015 deel uit van het kanton Évron toen het kanton Montsûrs, waar de gemeente daarvoor onder viel, werd ophgeheven. Op 1 januari 2019 fuseerde deze gemeente met Deux-Évailles, Montsûrs-Saint-Cénéré en Saint-Ouën-des-Vallons tot de commune nouvelle Montsûrs.

## Geografie
De oppervlakte van Montourtier bedraagt 19,6 km², de bevolkingsdichtheid is 15,5 inwoners per km².
De onderstaande kaart toont de ligging van Montourtier met de belangrijkste infrastructuur en aangrenzende gemeenten.

## Demografie
Onderstaande figuur toont het verloop van het inwonertal (bron: INSEE-tellingen).

Deux-Évailles · Montourtier · Montsûrs · Saint-Céneré · Saint-Ouën-des-Vallons